# 진례면
진례면(進禮面)은 대한민국 경상남도 김해시의 면이다. 대도시 배후지역 및 편리한 교통으로 지역개발 수요 급증하고 있으며, 전통 도예분야가 발달하여 100여개 업체가 있어서 매년 “도자기 축제”를 개최한다. 대도시와 기능분담을 통해 산업 및 정주권 활성화가 가능하다.

## 연혁
42년 가락국 수로왕이 왕자를 진례 성주에 봉하였으며, 통일신라 말기에 김인광이 진례성 제군사가 되어 이곳을 지켰다고 한다. 고서에 의하면 조선 예종 때의 1469년 “경상도지리지” 부서 진례촌(府西 進禮村)으로 기록되어 있다. 당시 청천면으로서 속칭 청내라 하였으며 이는 열두 골짜기에서 흘러내리는 물이 청천리에 모여 북쪽으로 흐르기 때문에 ‘열두청내’라 불렀다. 1894년 갑오경장때에는 청천, 시례, 송정, 초전, 신안을 중심으로 진례면, 산본리, 신월, 송현, 담안, 고모, 고령, 관동, 성법, 개동을 중심으로 하여 율리면으로 나누어 졌으나, 1914년 진영의 의전리와 죽곡리 일부를 흡수하여 진례면이 되었다. 그 후 1942년 진영면이 읍으로 승격하기 위해 죽곡리와 의전리를 진영으로 편입하였다.

## 법정리

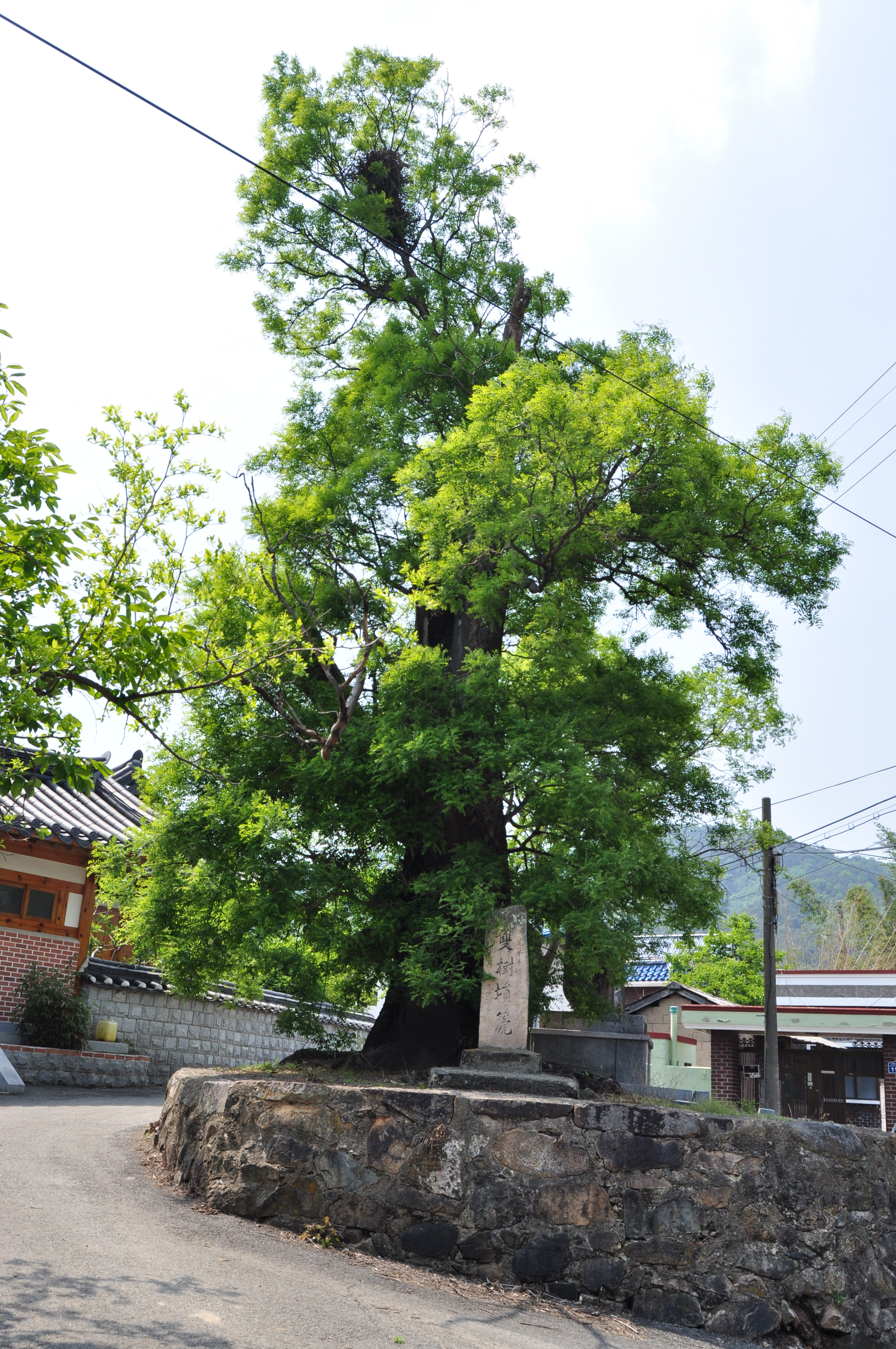
시례리에 있는 어느 느티나무

- 청천리

- 시례리
- 송정리
- 초전리
- 신안리
- 신월리
- 산본리
- 송현리
- 담안리
- 고모리

## 교육 기관
- 진례초등학교
- 진례중학교
- 대진초등학교

## 문화재

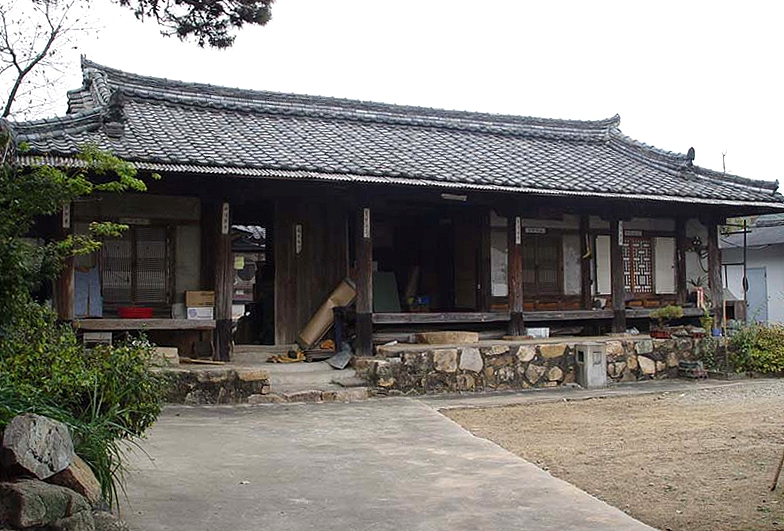
염수당

- 김해 시례 염수당 고문서 - 경상남도 문화재자료 제279호
- 김해 시례리 염수당 - 경상남도 문화재자료 제402호